# Longitarsus angorensis
Longitarsus angorensis is een keversoort uit de familie bladkevers (Chrysomelidae). De wetenschappelijke naam van de soort werd in 1985 gepubliceerd door Gruev & Kasap.